# Ermine Street
Ne doit pas être confondu avec Ermin Street.

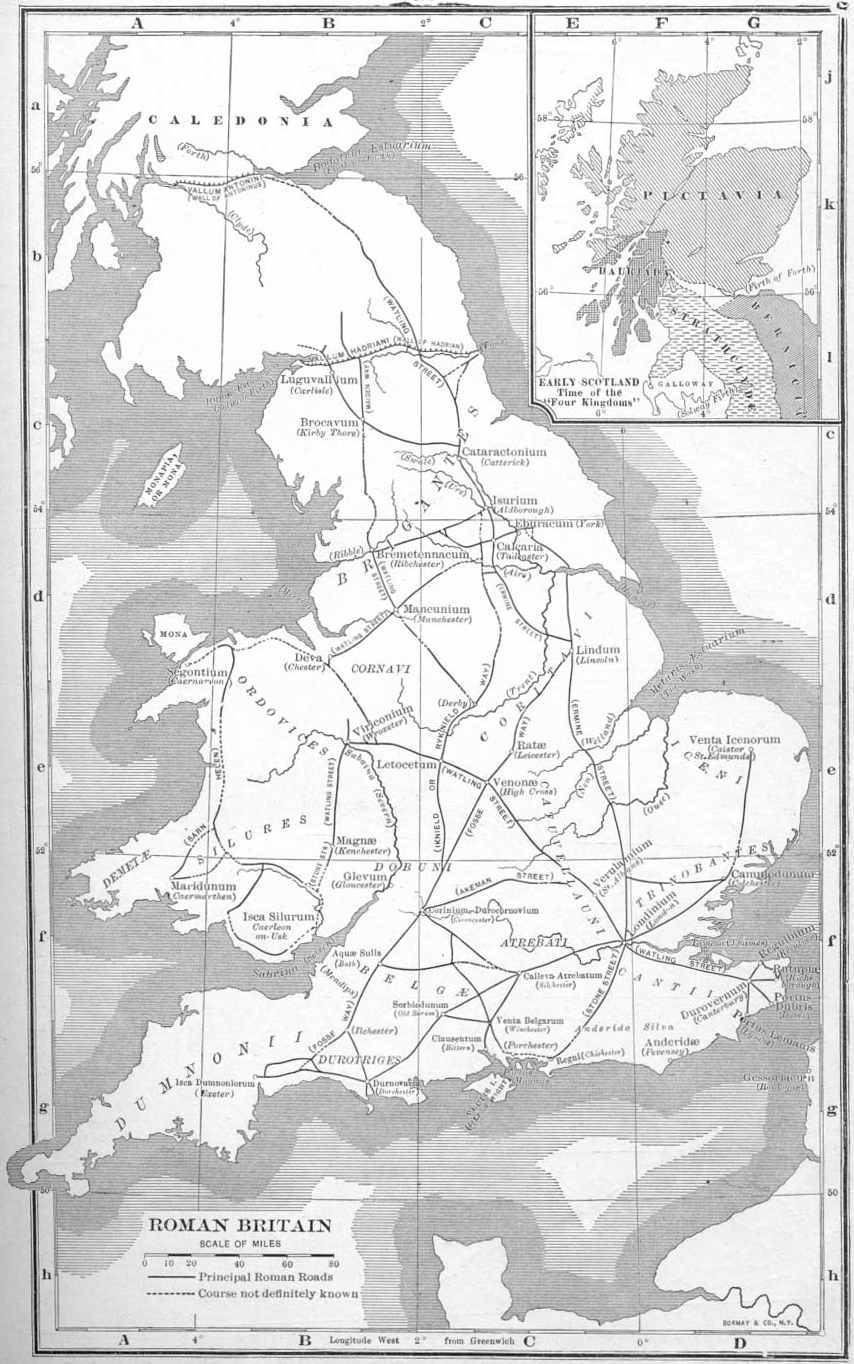
Carte des voies romaines en Bretagne romaine

Ermine Street est une importante voie romaine longue de 322 km qui relie Londres (Londinium) à York (Eboracum), en Angleterre. 
Son nom lui vient de Earninga Straete (1012), la voie des Earningas, une tribu qui habitait dans la région de Arrington (Cambridgeshire) et Royston (Hertfordshire), à une quinzaine de kilomètres au sud-ouest de Cambridge. Elle est également connue sous le nom de Old North Road, la vieille route du nord. Ermine Street est encore utilisée sur une grande partie de son parcours.

## Le tracé d'Ermine Street

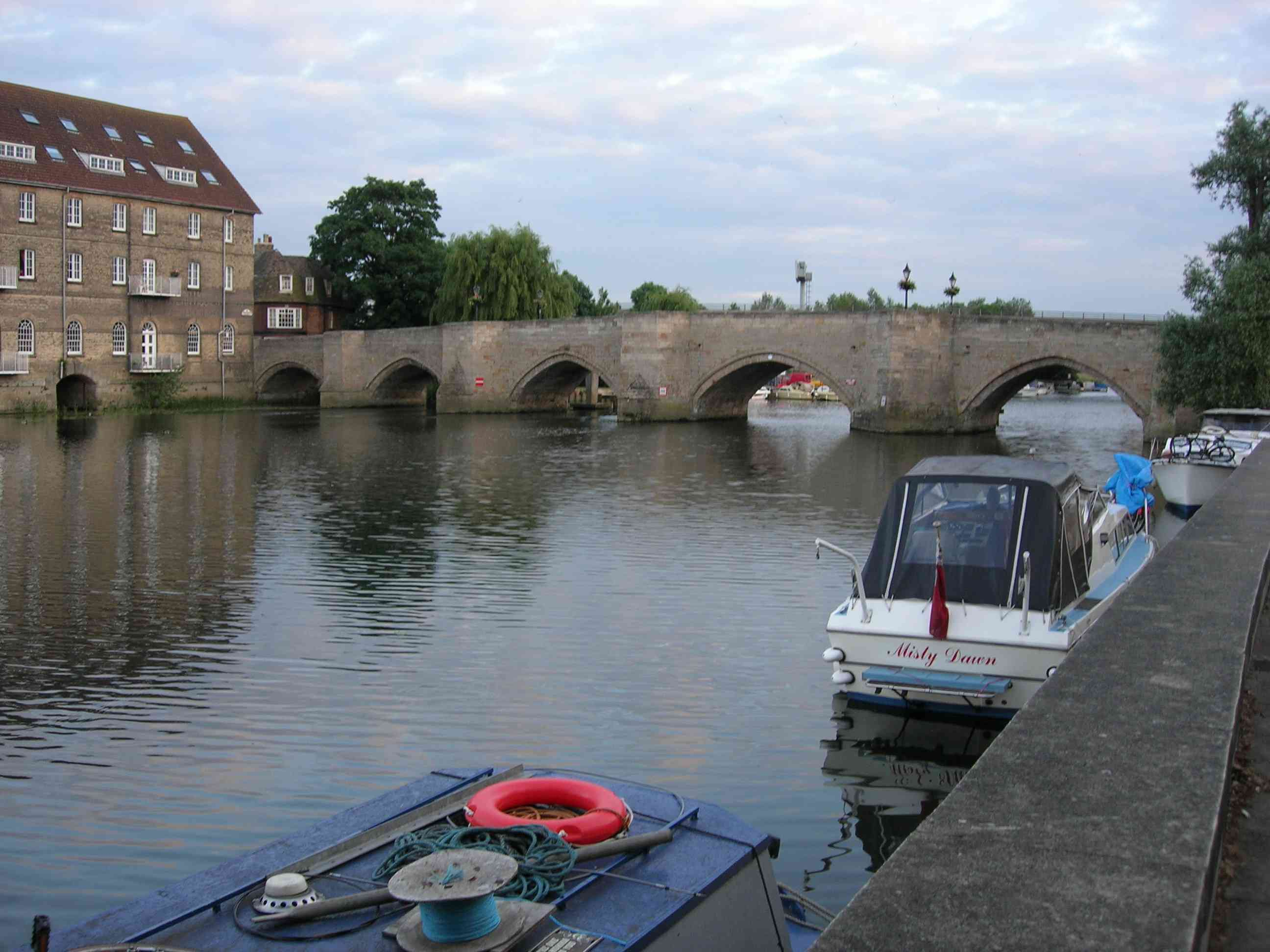
Vieux pont d'Huntingdon.

La voie naît à Bishopsgate, l'une des portes de l'enceinte romaine de Londres. Passé cette porte, elle forme les rues de Shoreditch High Street puis Kingsland Road et Stoke Newington High Street et travers les districts londoniens de Stoke Newington, Enfield et Tottenham. Cette première section d'Ermine Street forme jusqu'à Royston l'actuelle route A10. À Royston, elle croise Icknield Way, l'une des plus anciennes routes de Grande-Bretagne, utilisée depuis le début de l'Âge du fer.
De Royston, elle rejoint Huntingdon et forme l'A1 à Alconbury jusqu'à l'ancien pont fortifié de Durobrivae (Water Newton), à l'est de Peterborough, où elle traversait la rivière Nene. La section d'Ermine Street entre Water Newton et Stamford est aujourd'hui un sentier public. Elle retrouve l'A1 jusqu'à Colsterworth puis est appelée High Dike (B6403). Après le carrefour avec l'A17, Ermine Street redevient un sentier qui s'arrête à Waddington, recouvert par une base aérienne de la Royal Air Force, à 5 km au sud de Lincoln. Elle est rejointe dans cette ville par l'importante voie de Fosse Way.
Après Lincoln, Ermine Street forme l'A15 jusqu'au village de Winteringham, sur l'Humber. La traversée de l'estuaire se faisait par bac jusqu'à Brough. La route s'incurve ensuite pour s'arrêter à York(A1034 et 1079).